# Тал
Тал, також Та́лос (грец. Τάλως або Τάλων) — персонаж давньогрецької міфології, мідний велетень на Криті.

## У міфах
Тал був велетнем, зробленим богом Гефестом із бронзи. Коли Зевс викрав Європу й доставив її на острів Крит, він поставив Тала охороняти острів. За іншою версією Тал був останнім представником попереднього виду людей (див. Міф про доби людства). Давньогрецький поет Кінеф наводив варіант, що Тал був критським богом сонця, сином царя Креза і батьком Гефеста.
Тричі на день Тал обходив острів і якщо помічав чужинців, то відганяв їх, жбурляючи каміння. А коли вони висаджувалися на берег, Тал хапав їх і стрибав разом з ними у вогонь або розпікав себе у полум'ї та пригортав їх до розпечених грудей і вони гинули. У велетня була лише одна кровоносна артерія, що з'єднувала голову з п'ятою. У п'яті був отвір, заткнутий цвяхом (єдине вразливе місце).
Коли на Крит прибули аргонавти, Медея наслала на Тала божевілля, в нападі якого він зачепився п'ятою за гострий камінь: цвях витягнувся, і велетень помер, бо з нього витік увесь іхор — кров велетня (варіант: Тал повірив облудній обіцянці Медеї зробити його безсмертним і дозволив витягти цвях із п'яти). За іншою міфічною версією, Тала вбив син Філоктета Пеант, улучивши в п'яту стрілою з Гераклового лука. На монетах і вазах Тала зображували крилатим юнаком, що кидає каміння; або помираючим.

## Трактування образу
Роберт Ґрейвс вважав Тала складним персонажем, який поєднує символ Сонця, критського царя та коваля. Те, що Тал обходив Крит тричі на день, відображає критський календар, де рік поділявся на три сезони. Вбивство бронзовим велетнем чужинців за допомогою вогню може бути пов'язане з культом ханаанського бога Молоха, якому приносили жертви, спалюючи людей. Молох, хоча й був ханаанським богом, міг бути відомий на Криті.

## У популярній культурі

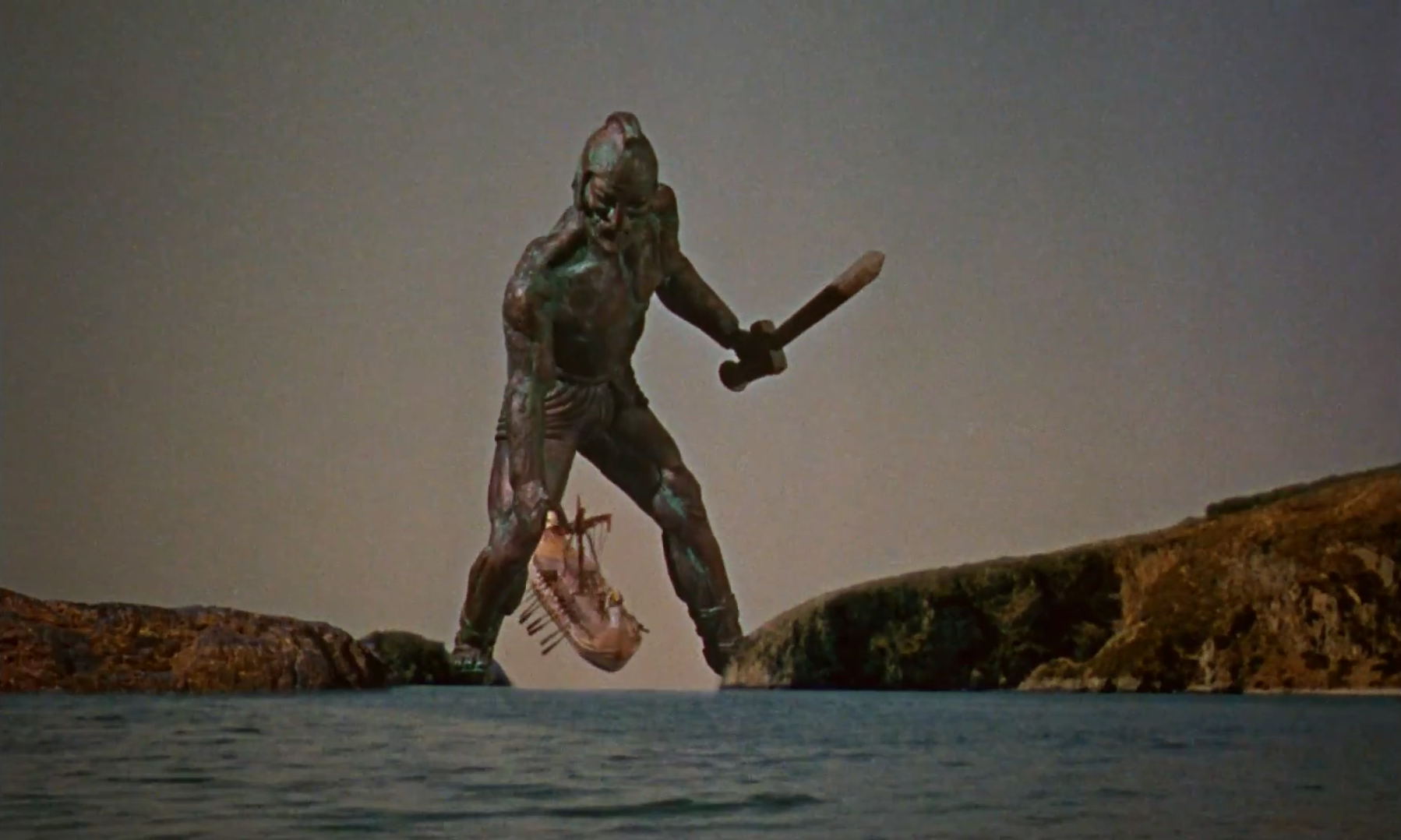
У фільмі «Ясон і аргонавти» (1963)

Тала часто називають «першим роботом» або першим образом, який втілює ідею про механічного слугу.
У американському фільмі «Ясон і аргонавти» (1963) Тала зображено Реєм Гаррігаузеном через покадрову анімацію.
Назву «Талос номер 2» має абстрактна бронзова скульптура, створена американським художником Джеймсом Лі Гансеном, розташована в центрі Портленда, штат Орегон, у США.
Відеогра-головоломка The Talos Principle (2014) базується на ідеї, що людина, як і міфічний Тал, — це механізм, зі зростанням складності якого виникає свідомість і воля.

## Галерея

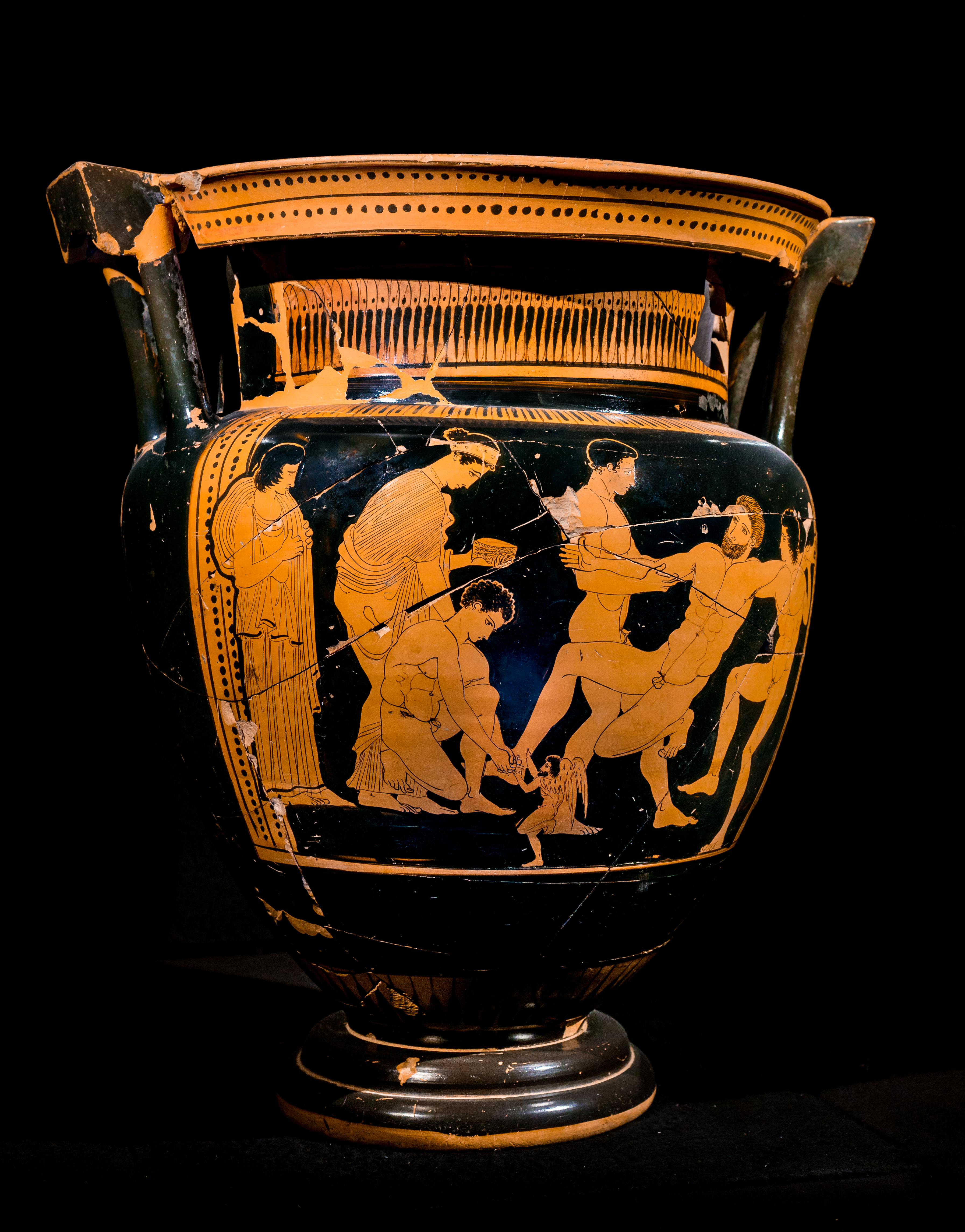
Смерть Тала на кратері, 450-400 рр. до н.е.
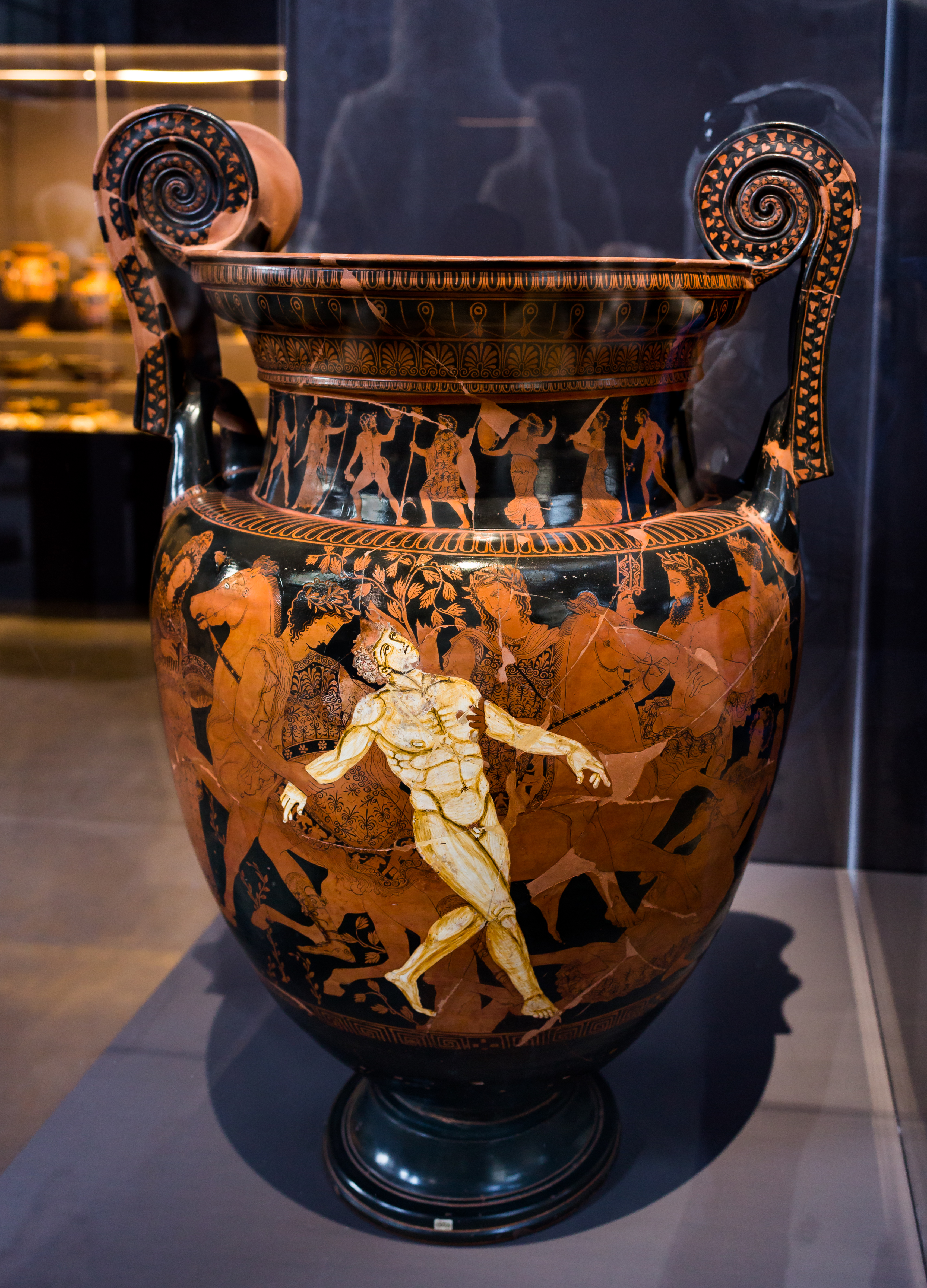
На кратері 420-400 рр. до н.е.
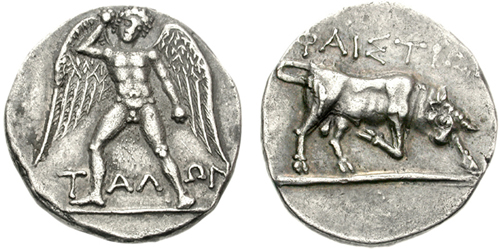
На критській дидрахмі, близько 300 року до н.е.
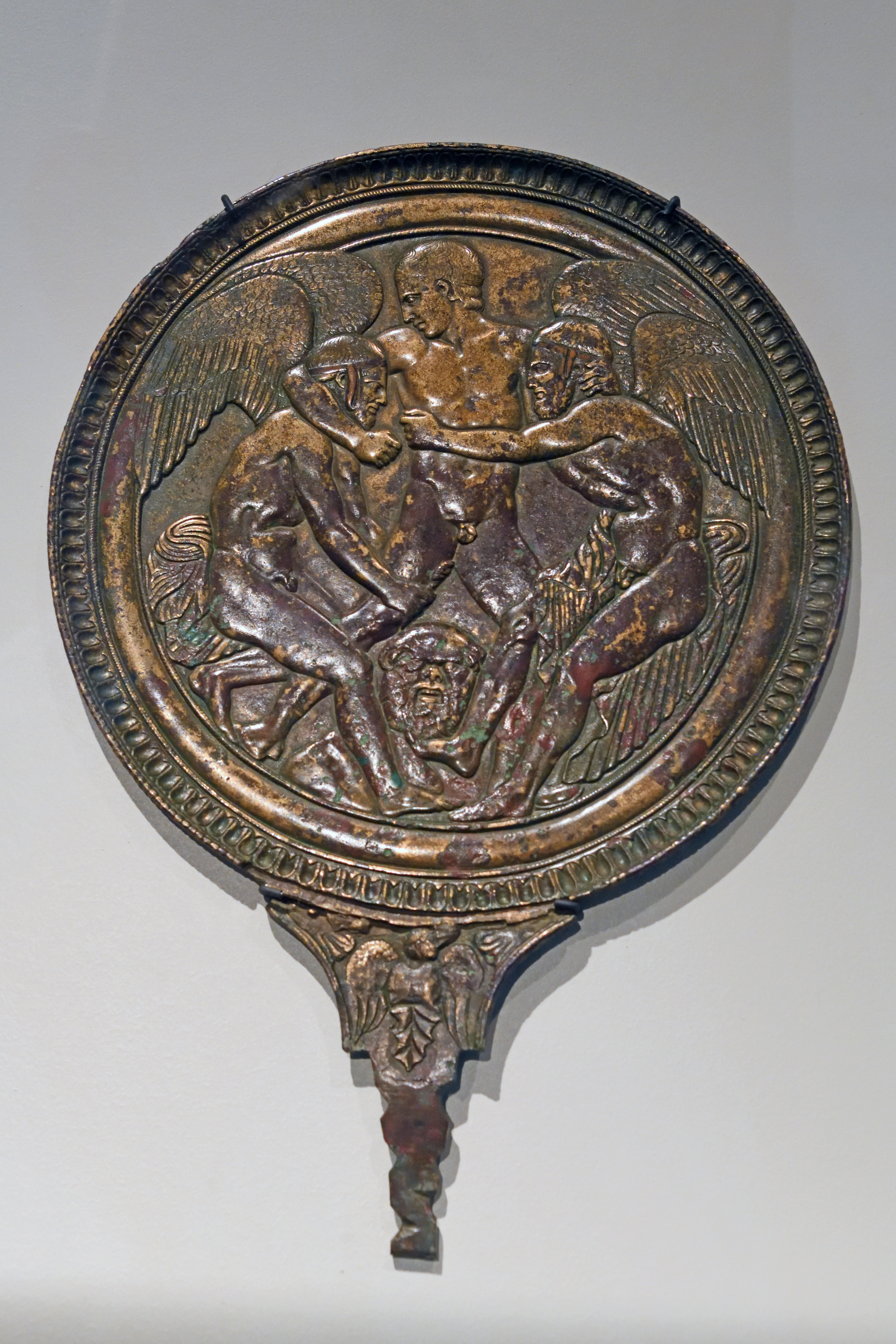
На звороті етруського дзеркала, близько 430 року до н.е.